# Saint Jérôme dans son étude (Ghirlandaio)

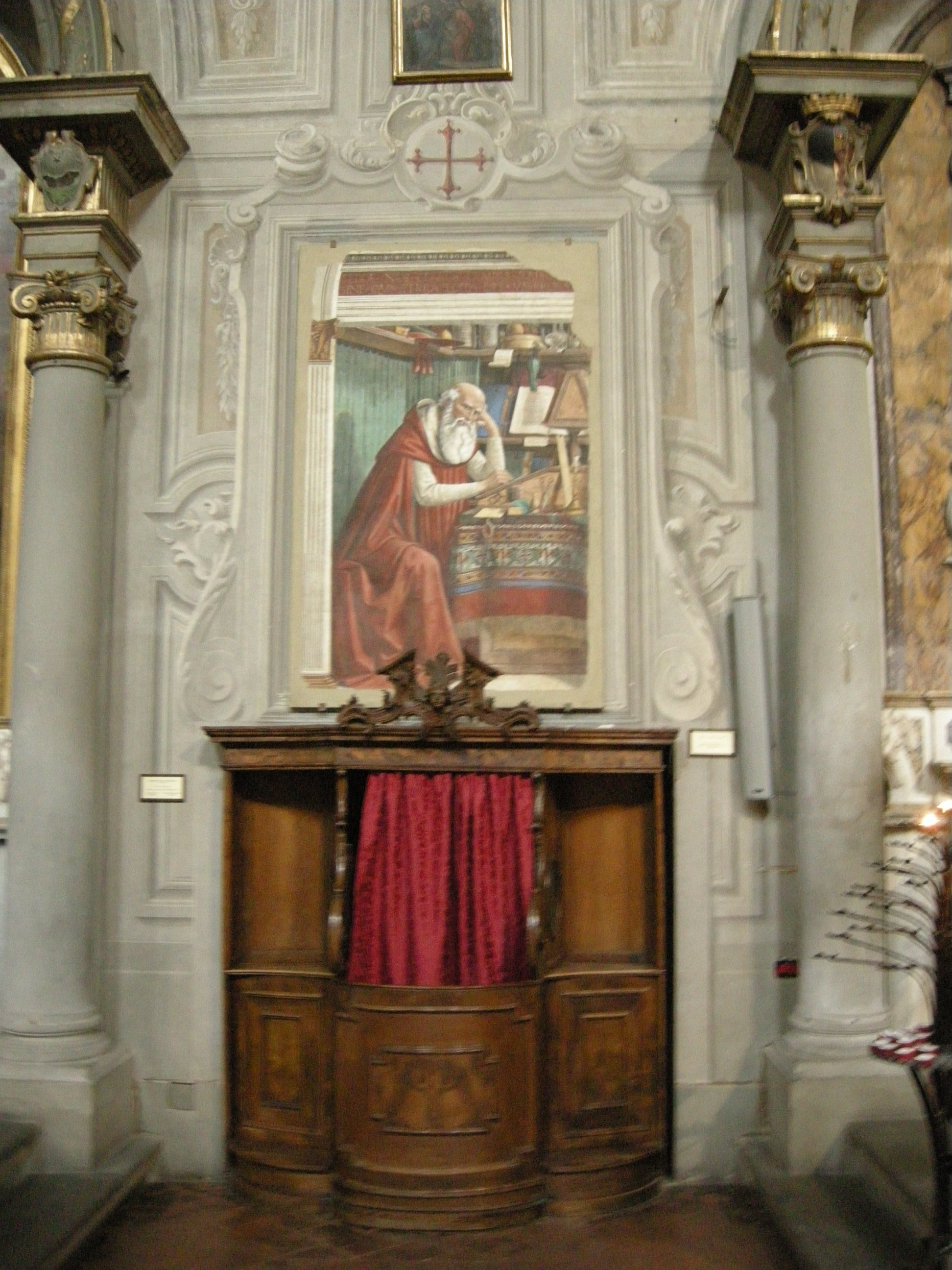
La fresque dans son emplacement actuel.

Pour les articles homonymes, voir Saint Jérôme dans son étude.
Saint Jérôme dans son étude (en italien : San Girolamo nello studio) est une œuvre peinte à fresque de Domenico Ghirlandaio, datant de 1480 et exposée dans l'église Ognissanti de Florence en Toscane.

## Histoire
La fresque est commandée par la famille Vespucci conjointement avec celle de  Saint Augustin dans son cabinet de travail à  Sandro Botticelli parce que les deux docteurs de l'église apparaissent sur les armoiries familiales. Elles décorent initialement les parois près de l'accès au chœur. 

La citation de Giorgio Vasari : 

« Dans l'église d'Ognissanti, il peignit à fresque, pour les Vespucci, sur le galandage de la porte donnant dans le chœur, un saint Augustin ; en cherchant de surpasser tous les peintres de son époque - mais plus particulièrement Domenico Ghirlandajo qui avait représenté, de l'autre côté, un saint Jérôme - il se donna bien du mal [...] En cette année 1564, [...] cette peinture a été ôtée saine et sauve de son emplacement. »

— Giorgio Vasari, Le vite de' piu eccellenti pittori, scultori et architettori.
 permet de connaître l'emplacement d'origine des deux fresques d'où elles sont détachées, en 1564, lors de la rénovation de l'église et la destruction du chœur. Elle corrobore aussi une chronique du XVIIe siècle de l'église, d'Antonio Tognocchi da Terrinca, rappelant la présence antérieure du chœur. 

« chœur [...] entouré d'une haute muraille, dans laquelle se trouvaient deux chapelles avec leur autel, l'une d'un côté, et l'autre au-delà de la porte, et deux images : l'une de saint Augustin, l'autre de saint Jérôme »

— Roberto Razzoli, Chiesa d'Ognissanti a Firenze: studi storico-critici.
Les deux fresques sont restaurées après les inondations subies par la capitale toscane en novembre 1966.

## Thème
Saint Jérôme de Stridon est un des docteurs de l'Église,  un traducteur de la Bible,  et un des quatre Pères de l'Église d'Occident et pour ces raisons il est aussi représenté (en plus des scènes en anachorète dans le désert) en train de travailler dans un cabinet d'étude (de la Bible). Ses attributs sont alors différents (le lion et le crâne ne sont pas toujours présents et le désert est absent) . Le travail d'étude monacal se doit d'être clairement explicite : endroit clos ou réduit comme la cellule du moine, lunettes, livres ouverts, extraits de parchemins en grec, lutrin,  la pourpre cardinalice  est évoquée dans le rouge de son habit et le chapeau de sa fonction est souvent présent avec ses glands (le galero).

## Description
Saint Jérôme, vêtu de blanc portant une robe monacale rouge, barbu et chauve, est représenté de profil droit, assis à sa table de travail, la tête légèrement tournée  vers le spectateur ; il est pensif, tenant la tête de son bras gauche accoudé sur le bord d'un lutrin, sa main droite tenant un stylet posé sur le livre ouvert. Le bord visible du lutrin montre différents objets : lunettes,  encriers, ciseaux, loupe, règle, tablette et  un petit livre à la couverture verte entrouverte ;  un chandelier à l'extrême droite montre une bougie à moitié consumée. On remarquera une date gravée sur le bois du lutrin (MCCCCLXXX soit 1480 à la manière romaine médiévale).
La table est recouverte d'un tissu richement brodé de motifs géométrique entrelacés, probablement un tapis oriental.
Le fond de sa cellule étroite est rempli de livres exposés ou fermés et d'extraits de parchemin en grec et en hébreu punaisé, posé ou se déroulant depuis une étagère en corniche remplie d'objets disparates (carafes, pots, fioles, rouleau de papier, de fruits) ; on y reconnaît malgré tout, un sablier, un chapelet et sa coiffe cardinalice,  un chrisme peint sur un pot à  l'aplomb de sa tête.
Un rideau vert à plis serrés ferme l'arrière-plan derrière saint Jérôme et se prolonge sur le côté gauche de la scène jusqu'à un pilastre à chapiteau corinthien  inscrivant la scène peinte dans l'architecture de son lieu d'exposition. Cette architecture feinte, et partiellement détruite par le transfert de son emplacement initial, est complétée en haut par l'amorce d'un arc et un panneau,  soutenu par une corniche cannelée, portant une inscription en latin : « REDDE NOS CLAROS LAMPAS RADIO(SA) / SINE QUA TERRA TOTA EST UMBRO[SA] » (« Éclaire nos lanternes, ô lumière rayonnante / Sans quoi la terre toute entière est plongée dans l'ombre ».

## Analyse
La composition étroite avec sa multitude d'objets finement détaillés est manifestement d'inspiration flamande  dans le style du Saint Jérôme dans son étude de  Jan van Eyck  déjà présent alors dans les collections de Laurent de Médicis.